# LNWR-Klasse G1
Die LNWR-Klasse G1, auch unter dem Spitznamen Super D, war eine Baureihe von Güterzuglokomotiven mit vier Kuppelradsätzen, die von der London and North Western Railway (LNWR) für den schweren Güterzugdienst entwickelt wurde. Sie war die Heißdampfversion der vorhergehenden Klasse G. Die Lokomotiven der G1-Klasse entstanden sowohl durch den Umbau älterer Lokomotiven anderer Baureihen als auch durch Neubau in den firmeneigenen Crewe Works.
Der Name Super D leitet sich vom mit einem Überhitzer (englisch Superheater) ausgestatteten Kessel der ursprünglichen D-Klasse ab. Streng genommen bezog sich die Bezeichnung nur auf die 61 Lokomotiven, die aus der Klasse D umgebaut wurden. Im allgemeinen Sprachgebrauch wird der Begriff jedoch häufig für alle Heißdampfversionen der LNWR-Güterzuglokomotiven mit vier Kuppelachsen verwendet, das heiß für alle Lokomotiven der Klassen G, G1 und G2A.

## Geschichte

### Vorgeschichte
Die G1-Klasse geht auf Francis Webbs erste Vierkuppler-Lokomotive zurück. Sie vereinte den Kessel der Schnellzuglokomotive der Greater Britain-Klasse mit einem verlängerten Fahrwerk, das von der 17in Coal-Güterzuglokomotive abgeleitet war. Das Triebwerk und die Steuerung stammten von der 18in Goods-Klasse, wobei die Zylinder vergrößert wurden.
Der 1892 fertiggestellte Prototyp Nr. 2524 bewährte sich im Betrieb. Dennoch wurde nach Vergleichsfahrten dem Dreizylinder-Verbund-Prototyp Nr. 50 der Vorzug gegeben. Dieser bildete die Grundlage für die Klasse A, von der 110 Exemplare gebaut wurden. Es folgten 170 Lokomotiven der Klasse B, die als Vierzylinder-Verbundmaschinen mit einem deutlich größeren Kessel als die Klasse A ausgestattet waren. Die Nachfolger von Webb, George Whale und Charles Bowen Cooke, begannen später mit dem Umbau der Verbundlokomotiven zu Maschinen mit Einfachdehnung.

### G-Klasse
Ein Teil der Verbundlokomotiven der B-Klasse wurde später zur G-Klasse umgebaut. Die Lokomotiven behielten die originalen Innenzylinder, die zuvor als Niederdruckzylinder dienten, erhielten jedoch den Kessel der D-Klasse. Diese wiederum war aus den Verbundlokomotiven der A-Klasse hervorgegangen und zeichnete sich durch neue Zylinder für Einfachdehnung sowie größere Kessel aus, wie sie auch bei den Lokomotiven der Precedent- und Experiment-Klasse verwendet wurden.

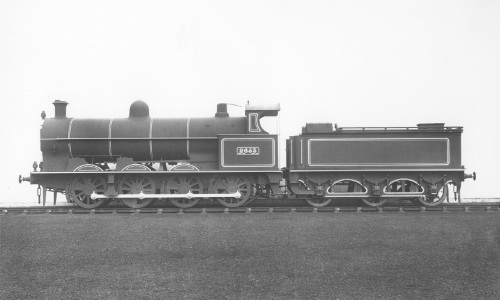
Nr. 2653 der G-Klasse

### G1-Klasse
Nachdem Charles Bowen Cooke 1912 die Lokomotive Nr. 2653 der G-Klasse erfolgreich mit einem Überhitzer ausgestattet hatte, begannen die bahneigenen Crewe Works mit dem Bau der G1-Klasse. Zwischen 1912 und 1918 entstanden so 170 Neubalokomotiven. Zusätzlich wurden zwischen 1917 und 1934 insgesamt 275 ältere Vierkuppler-Lokomotiven und eine zuvor von der Klasse D direkt zur Klasse G2A umgebaute Lokomotive zur Klasse G1 zurückgebaut. Die älteren, umgebauten Lokomotiven waren von den Klassen B, C, D, E, F und G, wobei die Klasse G sowohl Neubaulokomotiven, wie auch umgebaute Lokomotiven aus den Klassen A und B enthielt. Die zu 1’C (Consolidation) umgebauten Lokomotiven der Klassen E und F verloren beim Umbau zur G1 wieder ihre Vorlaufachse.
Alle älteren Vierkuppler-Lokomotive wurden schließlich entweder auf die G1-Klasse umgebaut oder ausgemustert. Es waren jedoch nie alle 448 G1-Lokomotiven gleichzeitig im Einsatz, da bereits vor Abschluss der Umbauten in den 1930er-Jahren einige G1-Lokomotiven zur Klasse G2A umgebaut wurden. Diese unterschieden sich von der G1 lediglich durch einen höheren Kesseldruck und eine verbesserte Bremsausrüstung. Zusammen mit den 60 Lokomotiven der G2-Klasse verfügte die LNWR somit über insgesamt 508 Heißdampf-Vierkuppler.
Die Lokomotiven wurden hauptsächlich im schweren Güterzugdienst eingesetzt und bewährten sich besonders auf Strecken mit starken Steigungen. Dank ihrer hohen Zugkraft waren sie ideal für Kohle- und Erzzüge und waren vor allem in den industriellen Regionen Nordenglands und in den Midlands eingesetzt.
Im Zuge des Groupings der britischen Eisenbahnen im Jahr 1923 übernahm die London, Midland and Scottish Railway (LMS) von der G1-Klasse insgesamt 170 Neubaulokomotiven sowie 65 umgebaute Maschinen. Die Umbaupolitik wurde bis 1934 fortgeführt. Nach der Verstaatlichung übernahm British Railways (BR) im Jahr 1948 noch 73 umgebaute und 52 neu gebaute G1-Lokomotiven. Einige von ihnen blieben bis zum Ende des Dampfbetriebs im Einsatz – die letzten drei wurden 1964 ausgemustert. Es ist keine Lokomotive der G1-Klasse erhalten geblieben.

## Technik

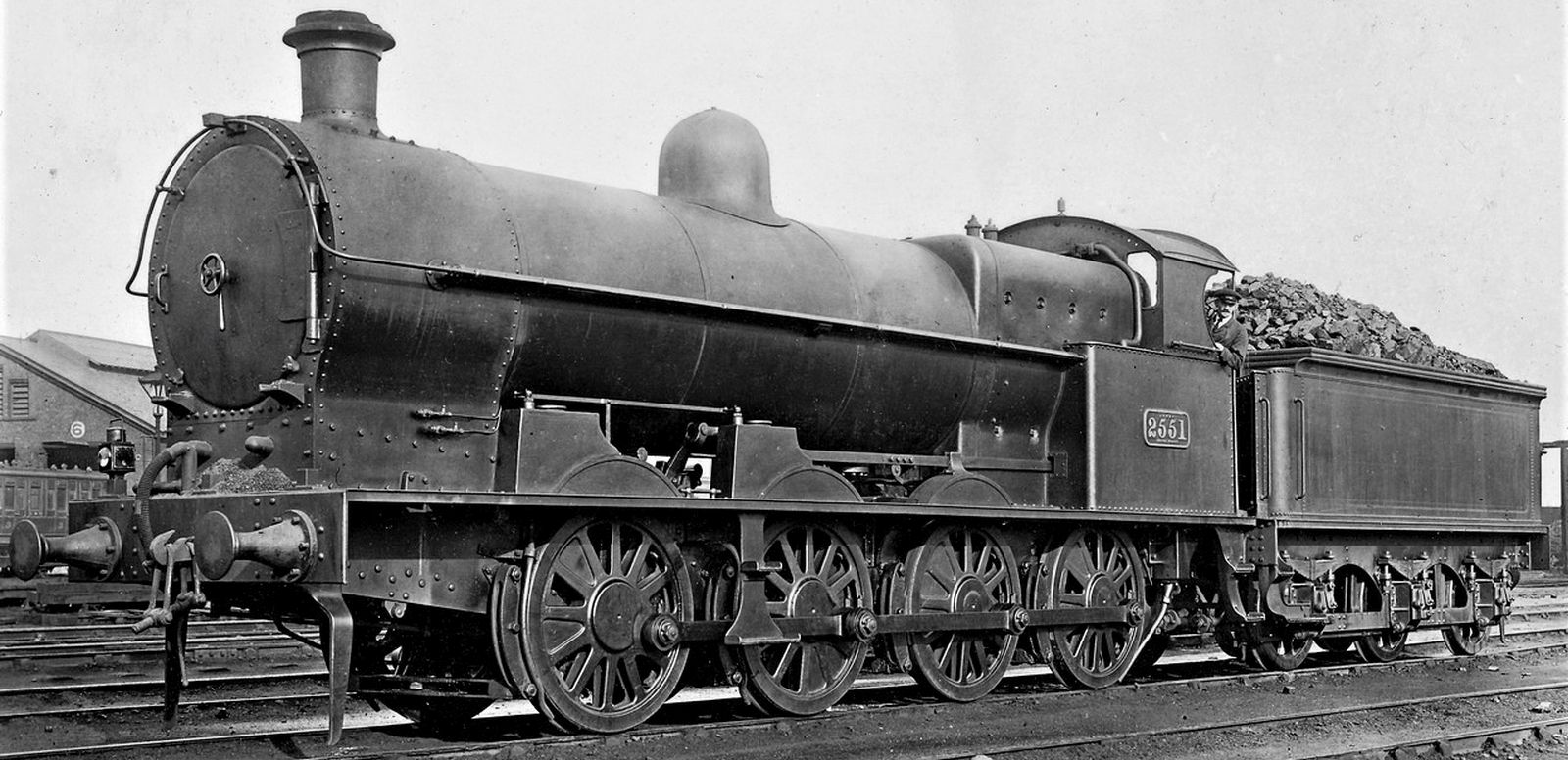
1896 als 3-Zylinder-Verbundlokomotive der Klasse A mit der Werksnummer 3676 gebaut, 1907 zu einer 2-Zylinder-Einfachexpansionmaschine der Klasse D umgebaut, 1925 zur Klasse G1 umgebaut und 1940 schließlich zur Klasse G2A, 1962 ausgemustert und verschrottet

Die Lokomotiven waren als Vierkuppler ohne Laufachsen ausgeführt. Der Kessel war ähnlich demjenigen der Precedent- und Experiment-Klasse, wurde jedoch mit einem Überhitzer ausgestattet. Der Betriebsdruck betrug 11 bar (160 psi). Die Maschinene verfügten über innenliegenden Zylinder mit einem Durchmesser von 520 mm (20½ in) und einem Kolbenhub von 610 mm (24 in). Die Joy-Steuerung übernahm die Bewegung von den Treibstangen und betätigte die Kolbenschiebern, die einen Durchmesser von 203 mm (8 in) hatten.
Die Kuppelräder hatten einen Durchmesser von 1360 mm (4 ft 5½ in), was den Lokomotiven eine Zugkraft von 115 kN verlieh. Zur Verbesserung der Adhäsion waren sie mit einer Sandstreueinrichtung ausgerüstet: In Vorwärtsfahrt die Achsen 1 und 2 besandet, in Rückwärtsfahrt die Achse 4. Die Sandkästen für die Vorwärtsfahrt befanden sich auf dem Laufblech vor den Radschutzkästen der jeweiligen Achsen, während die Sandkästen für die Rückwärtsfahrt unterhalb des Führerhauses angebracht war. Die Lokomotiven waren mit einem dreiachsigen Schlepptender gekuppelt, der rund 13,6 m³ (3000 imp gal) Wasser und 6 t Kohle fassen konnte.